# Акалай, Бирдже
Бирдже́ Акала́й (тур. Birce Akalay; род. 19 июня 1984, Стамбул) — турецкая актриса и модель. Заняла 3-е место на конкурсе Мисс Турция 2004 года.

## Биография
Родилась 19 июня 1984 года в Стамбуле в семье Ясемин и Серджана Акалай, единственный ребёнок в семье. С 3 лет Бирдже занималась балетом, посещала балетный кружок. В 2004 году Бирдже поступила в Стамбульский театральный университет на факультет драматического искусства и театральной критики. В 2004 году Бирдже заняла 3-е место на конкурсе «Мисс Турция». С 2004 по 2007 год девушка работала ведущей на телевидении, а в 2006 году получила свою первую роль в сериале «Судьба». Известность Бирдже принесла роль Хаввы в сериале «Между небом и землёй».

## Личная жизнь
17 мая 2011 года Бирдже вышла замуж за актёра Мурата Юналмыша, партнёра по их совместному сериалу «Между небом и землёй», в ноябре 2012 года развелись. 1 августа 2014 года Бирдже повторно вышла замуж, за актёра Сарф Левендоглу. Однако брак продлился не долго: в январе 2017 года супруги развелись. Детей ни в одном из браков не было.

## Фильмография
| Год       |   | Русское название                      | Оригинальное название            | Роль              |
| --------- | - | ------------------------------------- | -------------------------------- | ----------------- |
| 2006—2007 | с | Судьба                                | Кader                            | Ламия             |
| 2010—2013 | с | Между небом и землёй                  | Yer gok ask                      | Хавва Карагюль    |
| 2007      | с | Аси                                   | Оригинальное название неизвестно | Зейнеп            |
| 2006      | ф | Сигнализация                          | Senigallia                       | Озлем             |
| 2007      | ф | Последний курс. Любовь в университете | Son Ders                         | Севим             |
| 2008      | ф | Восстание                             | Alayına Isyan                    | Севтап            |
| 2008      | ф | Зимняя сказка                         | Kış Masalı                       | Зишан             |
| 2009      | с | Дыхание. Да здравствует отечество     | Nefes. Varan Sağolsun            | Зейнеп            |
| 2009—2012 | с | Между небом и землёй                  | Yer Gök Aşk                      | Хавва Карагюль    |
| 2011      | ф | Я вас всех люб2012лю                  | Sizi Seviyorum                   | Эда               |
| 2013      | с | Между небом и землёй                  | Șefkat Tepe                      | Хавва Карагюль    |
| 2013      | ф | Я его очень любила                    | Ben Onu Çok Sevdim               | Айхан Айдын       |
| 2013      | с | Каждый брак заслуживает второй шанс   | Böyle Bitmesin                   | Айлин             |
| 2014—2015 | с | Маленький начальник                   | Küçük Ağa                        | Синем Аджар       |
| 2015—2016 | с | Замужние и разгневанные               | Evli ve ÖfkelI                   | Эсра              |
| 2016      | ф | Безумный лесник                       | Deliormanli                      | Хюлья Йигит       |
| 2016—2017 | с | Жизнь иногда прекрасна                | Hayat Bazen Tatlidir             | Хаят              |
| 2016—2017 | с | Жизнь иногда прекрасна                | Hayat Bazen Tatlidir             | Хаят              |
| 2017—2018 | с | Чёрно-белая Любовь                    | Siyah Beyaz Aşk                  | Аслы Чинар        |
| 2018      | с | Не плачь, мама                        | Ağlama anne                      | Алев Фырынджиоглу |
| 2020      | с | Вавилон                               | Babil                            | Илай              |